# Großaserbaidschan
Groß-Aserbaidschan oder Großaserbaidschan (aserbaidschanisch بوتوی آذربایکان Bütöv Azərbaycan, deutsch ‚Gesamt-Aserbaidschan‘) ist ein ultranationalistisch-rechtsextremes Konzept zur Vereinigung der von Aserbaidschanern bewohnten Gebiete der Nachbarstaaten mit der Republik Aserbaidschan. Die irredentistische Idee reicht von der Eroberung der Republik Arzach in Bergkarabach über die Einverleibung der von Aseris bewohnten Gebiete Irans und der Nachbarstaaten bis zur Eroberung Armeniens (das als West-Aserbaidschan bezeichnet wird) und der Beseitigung dessen als Staat.

## Geschichte

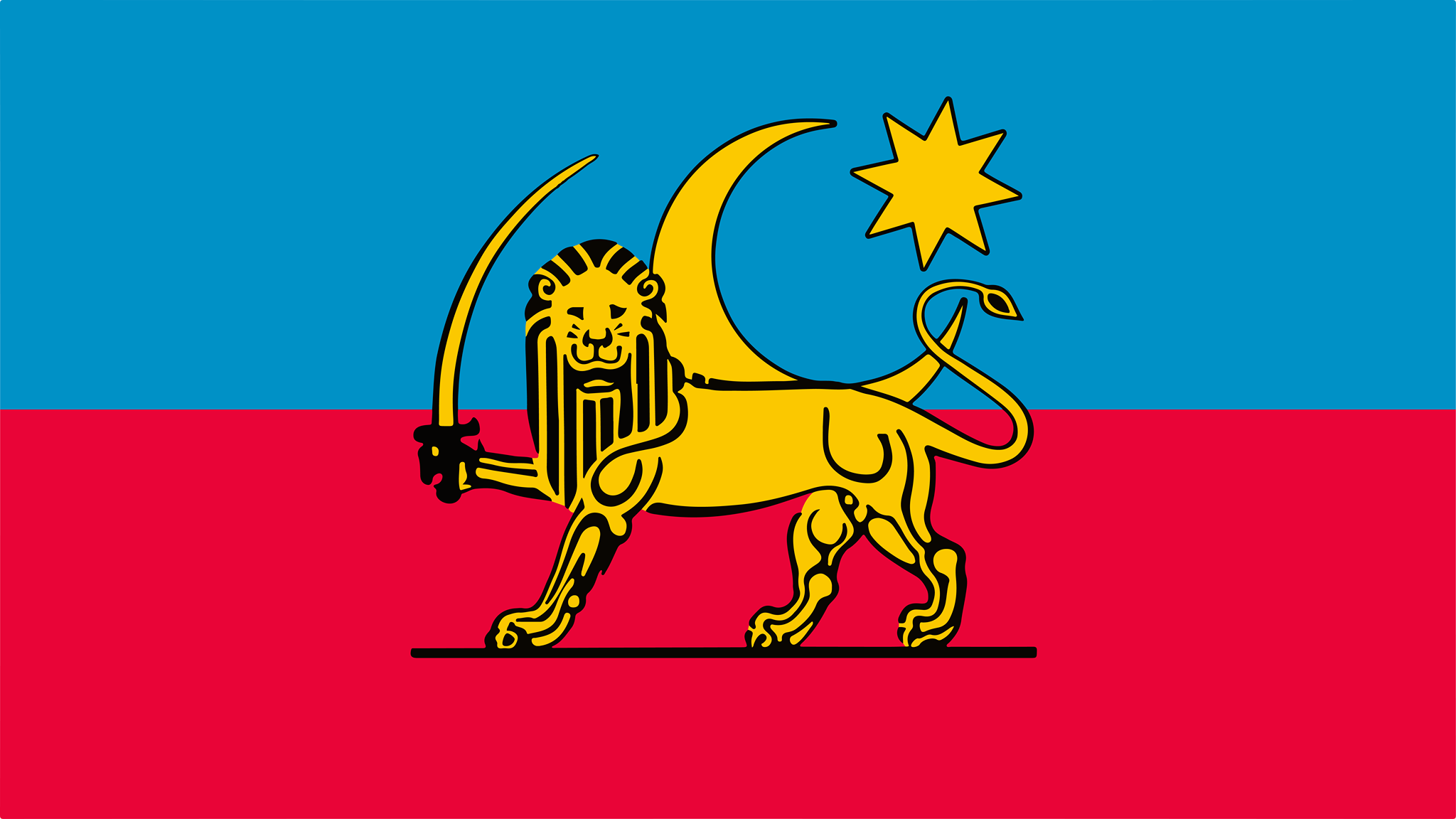
Eine der Flaggen, die Süd-Aserbaidschan repräsentieren sollen. Zu sehen sind die blaue und rote Farbe, die auch auf der aserbaidschanischen Flagge abgebildet sind, mit einem Löwen, welche eine Reverenz an die Safewiden-Zeit sein soll.

Die Idee eines Groß-Aserbaidschans wurde 1991 von Piruz Dilantschi, einem aserbaidschanischen Separatisten in Iran, formuliert und 1992 von dem damaligen aserbaidschanischen Präsidenten Abulfas Eltschibey vorgeschlagen. 1991 gründete Dilantschi die nationalistische Organisation SANLM, 1997 gründete Eltschibey die ebenfalls nationalistische Organisation Bütöv Azərbaycan Birliyi. Er schlug vor, dass Aserbaidschan das Recht habe, es im Rahmen eines vorgeschlagenen Regierungssystems namens „Vereinigte Aserbaidschanische Länder“ (Birləşmiş Azərbaycan Yurdları) zu regieren. Er lehnte die Idee eines separaten und unabhängigen Südaserbaidschans (Aserbaidschanische Gebiete in Iran) ab.
Der Begriff Groß-Aserbaidschan bzw. Gesamtaserbaidschan wurde in politischen Initiativen wie der SANLM, der aserbaidschanischen Separatistenbewegung in Iran, und der Partei für die Volksfront Aserbaidschans fortgesetzt.
Aufgrund steigender aserbaidschanisch-nationalistischer Stimmen in der Islamischen Republik Iran ist das iranische Regime besorgt, dass sich die bis zu 20 Millionen iranischen Aserbaidschaner von Iran abspalten wollen. Iran verhält sich im Bergkarabachkonflikt neutral und hat auch 2020 seine Vermittlung angeboten. Von aserbaidschanischer und türkischer Seite wird Iran teilweise mit Misstrauen betrachtet, und manche dortige Akademiker sehen in Iran einen Unterstützer Armeniens.

Aserbaidschanische Sprachgebiete

## Gebiete
Obwohl die Grenzen eines Groß-Aserbaidschans nicht streng definiert sind, stellen einige Befürworter dar, dass es die unten stehenden Regionen umfassen soll. In den Regionen machen entweder Aserbaidschaner die ethnische Mehrheit aus oder die Gebiete gehörten historisch einmal zu Aserbaidschan.
- Gesamtes Gebiet der Republik Aserbaidschan (inkl. Bergkarabach)
- Aserbaidschanisch bewohnte Gebiete in Iran, insbesondere die Provinzen West-Aserbaidschan, Ost-Aserbaidschan, Zandschan und Ardebil. In Iran leben weltweit die meisten Aserbaidschaner.
- Derbenzki, ein Teil der Oblast Dagestan in Russland, in dem Aserbaidschaner die größte ethnische Gruppe ausmachen
- Bortschali-Ujesd, ein Teil der georgischen Verwaltungsregion Niederkartlien. Dort machen Aserbaidschaner einen großen Bevölkerungsanteil aus.
- West-Aserbaidschan, ein Teil oder das komplette Armenien, der in der Sicht aserbaidschanischer Nationalisten zu Aserbaidschan gehören soll. Es steht den Turkvölkern „im Weg“.
- Teile der östlichen Türkei, darunter die Stadt Kars.